# Baafmiskermis

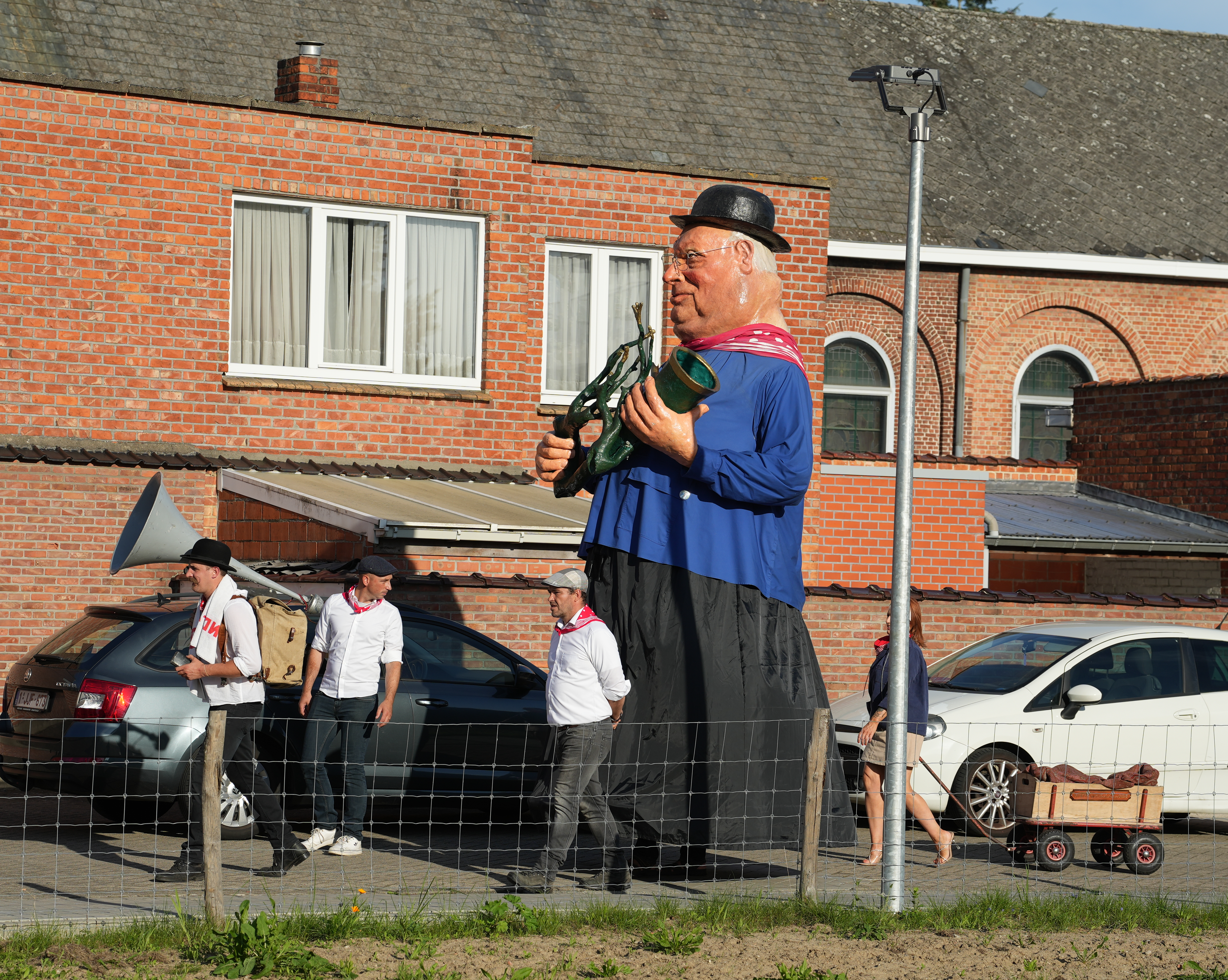
Reuzenstoet tijdens Baafmiskermis in Moerzeke op 1 oktober 2023.

De Baafmiskermis is een 3-daagse kermis die in het Belgische Moerzeke jaarlijks plaatsvindt in het weekend dat het dichtst aansluit bij de feestdag van Sint Bavo, patroonheilige van de goede oogst. Zijn naamdag op 1 oktober wordt aangeduid als Baafmis.

## Achtergrond
Sinds 1960 trekt op de zondag van Baafmiskermis een reuzenstoet door de straten van Moerzeke. Oorspronkelijk ging het om één reus, namelijk reus Bavo. In 1962 kreeg reus Bavo het gezelschap van reuzin Nele. Op 7 oktober van datzelfde jaar huwden de twee reuzen. In 1996 werd een derde reus toegevoegd, namelijk Sjieksken als kind van reus Bavo en reuzin Nele. Tegenwoordig ontvangt deze reuzenfamilie van Moerzeke tijdens Baafmiskermis jaarlijks een aantal gastreuzen.

## Links
- Officiële website

## Voetnoten
1. ↑  Cambier, Dimitri, Baafmiskermis verwelkomt reuzen. nieuwsblad.be (3 oktober 2017).